# Sarlahi (dystrykt)

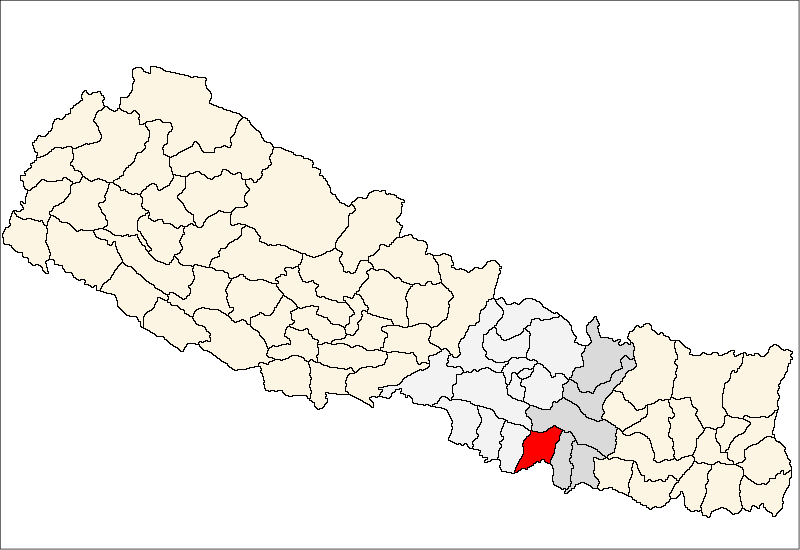
Dystrykt Sarlahi

Dystrykt Sarlahi (nep. सर्लाही) – jeden z siedemdziesięciu pięciu dystryktów Nepalu. Leży w strefie Dźanakpur. Dystrykt ten zajmuje powierzchnię 1259 km², w 2011 r. zamieszkiwało go 769 729 ludzi. Stolicą jest Malangawa.